# Przejście archipelagowym szlakiem morskim
Prawo przejścia archipelagowym szlakiem morskim - obejmuje żeglugę i przelot „w zwyczajny sposób, wyłącznie w celu nieprzerwanego, szybkiego i niezakłóconego tranzytu między jedną częścią morza pełnego lub wyłącznej strefy ekonomicznej a drugą częścią morza pełnego lub wyłącznej strefy ekonomicznej”. 
Prawo to zostało zdefiniowane w art. 53 ust. 3 Konwencji Narodów Zjednoczonych o prawie morza sporządzonej 10 grudnia 1982 w Montego Bay i było w owym czasie całkowicie nową instytucją zapewniającą utrzymanie żeglugi morskiej i powietrznej poprzez wody, którym nadano status wód terytorialnych. Jeśli państwo archipelagowe nie wyznaczy archipelagowych szlaków morskich żegluga może się odbywać po tradycyjnie używanych szlakach morskich. Do 2009 r. spośród 13 państw, które ustanowiły wody archipelagowe jedynie Indonezja, w porozumieniu z Międzynarodową Organizacją Morską i głównymi państwami-użytkownikami (Australią i Stanami Zjednoczonymi) wyznaczyła 3 południkowe archipelagowe szlaki morskie.